# Гибридный белок
Гибридный белок (англ. fusion protein, также химерный, составной белок) — белок, полученный объединением двух или более генов, изначально кодировавших отдельные белки, в одну последовательность. Трансляция гибридного гена приводит к синтезу белка, который может сочетать некоторые функциональные свойства обоих исходных белков. После трансляции образуется единый полипептид с функциональными свойствами исходных компонентов.
Рекомбинантные гибридные белки создаются искусственно с помощью техник рекомбинации ДНК.

## Классификация

### Искусственные гибридные белки
Получаются путём рекомбинантной ДНК-технологии. Используются для:
- Отчётных тегов (например, GFP) для визуализации экспрессии белков ,
- Белковых меток (His‑tag, GST‑tag) для упрощения очистки и обнаружения белков в исследованиях [1]
- Терапевтических конструкций: Fc‑fusion для увеличения времени циркуляции, цитокин‑Fc конструкции, иммунотоксины и связывающие модули — многие одобрены для клинического использования (например, etanercept, abatacept).

#### Fc‑fusion белки
Состоят из Fc‑домена IgG, непосредственно соединённого с функциональным белком. Придают длительную стабильность и облегчённую обработку в исследованиях in vitro и in vivo Wikipedia+3GenScript+3absoluteantibody.com+3.

### Натуральные гибридные белки
Возникают естественным путём, например, при хромосомных транслокациях или ретротранспозиции. К известным относятся:
- BCR‑ABL — онкогенный белок при хроническом миелолейкозе Wikipedia+1Wikipedia+1,
- Gag‑onc и Tpr‑MET — другие примеры химерных белков в опухолевой патологии PubMed+6Wikipedia+6GenScript+6,
- Двойной PP2C‑химер в Plasmodium falciparum и двойные имуннофилины в простейших Wikipedia.

## Структура и создание
Для создания гибридных белков применяют стратегию с использованием линкера — гибкой пептидной последовательности, сохраняющей структуру и функцию обоих доменов . Современные подходы оптимизируют дизайн доменов, линкеров и предсказание структуры с помощью машинного обучения и AI‑методов .

## Применение
1. Научные исследования
  - Применяются для маркировки, изучения локализации и взаимодействий (Green Fluorescent Protein fusion) ,
  - Используются как инструменты в структурной биологии и для выявления интербелковых взаимодействий .
2. Промышленная биотехнология
  - Гибридные ферменты для биокатализа, биоразложения, промышленных реакций
  - Белки с улучшенными стабильностью и функциональностью для применения в ферментных реакциях.
3. Медицина
  - Биофармацевтические препараты: Fc‑fusion белки (этанерцепт и др.), иммунотоксины, химерные цитокины
  - Активная разработка химерных антител (CAR‑T‑конструкций и др.) и онкотерапевтических агентов .[3]

## Преимущества и проблемы
- Преимущества:
  - Многофункциональность, повышение стабильности, улучшенная циркуляция, облегчённая очистка .
- Ограничения:
  - Иммуногенность (вызов нежелательных реакций) и сложная фармакодинамика требуют осторожности в дизайне. [4]

## Перспективы
Будущее гибридных белков связано с:
- Интеграцией AI‑инструментов для структурного дизайна, предсказания взаимодействий и оптимизации функций ,
- Применением в терапии, диагностике, биосенсорах, транспорте лекарств и других направлениях.